# Sergentomyia namibensis
Sergentomyia namibensis är en tvåvingeart som först beskrevs av Meillon och Hardy 1953.  Sergentomyia namibensis ingår i släktet Sergentomyia och familjen fjärilsmyggor.
Artens utbredningsområde är Namibia. Inga underarter finns listade i Catalogue of Life.